# Tour du Finistère 2025
Il Tour du Finistère 2025, trentanovesima edizione della corsa, valida come evento dell'UCI Europe Tour 2025 categoria 1.1 e come decima prova della Coppa di Francia 2025, si svolse il 9 maggio 2025 su un percorso di 168,1 km, con partenza e arrivo a Quimper, in Francia. La vittoria fu appannaggio del francese Aubin Sparfel, il quale completò il percorso in 4h04'25", alla media di 41,266 km/h, precedendo i connazionali Bastien Tronchon ed Émilien Jeannière.
Sul traguardo di Quimper 105 ciclisti, dei 122 partiti dalla medesima località, portarono a termine la competizione.

## Squadre e corridori partecipanti
| N.    | Cod. | Squadra                         |
| ----- | ---- | ------------------------------- |
| 1-7   | DAT  | Decathlon AG2R La Mondiale Team |
| 11-17 | IPT  | Israel-Premier Tech             |
| 21-27 | GFC  | Groupama-FDJ                    |
| 31-37 | ARK  | Arkéa-B&B Hotels                |
| 41-47 | TBV  | Bahrain Victorious              |
| 51-57 | COF  | Cofidis                         |
| 61-67 | MOV  | Movistar Team                   |
| 71-77 | BBH  | Burgos-Burpellet-BH             |
| 81-87 | CJR  | Caja Rural-Seguros RGA          |

| N.      | Cod. | Squadra                           |
| ------- | ---- | --------------------------------- |
| 91-97   | EUS  | Euskaltel-Euskadi                 |
| 101-107 | Q36  | Q36.5 Pro Cycling Team            |
| 111-117 | TEN  | TotalEnergies                     |
| 121-127 | RKT  | Unibet Tietema Rockets            |
| 131-137 | WB2  | Wagner Bazin WB                   |
| 141-147 | UCN  | CIC-U-Nantes                      |
| 151-157 | NMC  | Nice Métropole Côte d'Azur        |
| 161-167 | AUB  | St Michel-Preference Home-Auber93 |
| 171-177 | VRR  | Van Rysel-Roubaix                 |

## Ordine d'arrivo (Top 10)
| Pos. | Corridore         | Squadra       | Tempo    |
| ---- | ----------------- | ------------- | -------- |
| 1    | Aubin Sparfel     | Decathlon     | 4h04'25" |
| 2    | Bastien Tronchon  | Decathlon     | s.t.     |
| 3    | Émilien Jeannière | TotalEnergies | s.t.     |
| 4    | Jenthe Biermans   | Arkéa         | s.t.     |
| 5    | Lewis Askey       | Groupama      | s.t.     |
| 6    | Hugo Hofstetter   | Israel        | s.t.     |
| 7    | Fred Wright       | Bahrain       | s.t.     |
| 8    | Alex Aranburu     | Cofidis       | s.t.     |
| 9    | Ruben Guerreiro   | Movistar      | s.t.     |
| 10   | Thibaud Gruel     | Groupama      | s.t.     |